# National Rugby League 1984
La New South Wales Rugby Football League de 1984 fue la 77.ª edición del torneo de rugby league más importante de Australia.

## Formato
Los clubes se enfrentaron en una fase regular de todos contra todos, los seis equipos mejor ubicados al terminar esta fase clasificaron a la postemporada.
Se otorgaron 2 puntos por el triunfo, 1 por el empate y ninguno por la derrota.

## Desarrollo

### Tabla de posiciones
| Pos. | Equipo                        | Encuentros | Encuentros | Encuentros | Encuentros | Tantos | Tantos | Tantos | Puntos |
| Pos. | Equipo                        | PJ         | PG         | PE         | PP         | F      | C      | Dif    | Puntos |
| ---- | ----------------------------- | ---------- | ---------- | ---------- | ---------- | ------ | ------ | ------ | ------ |
| 1    | Canterbury-Bankstown Bulldogs | 24         | 19         | 0          | 5          | 435    | 237    | +198   | 42     |
| 2    | St. George Dragons            | 24         | 17         | 0          | 7          | 445    | 289    | +156   | 38     |
| 3    | Parramatta Eels               | 24         | 17         | 0          | 7          | 412    | 260    | +152   | 38     |
| 4    | Manly-Warringah Sea Eagles    | 24         | 14         | 0          | 10         | 512    | 338    | +174   | 32     |
| 5    | South Sydney Rabbitohs        | 24         | 13         | 0          | 11         | 333    | 307    | +26    | 30     |
| 6    | Canberra Raiders              | 24         | 13         | 0          | 11         | 379    | 394    | -15    | 30     |
| 7    | Penrith Panthers              | 24         | 12         | 1          | 11         | 409    | 401    | +8     | 29     |
| 8    | Illawarra Steelers            | 24         | 12         | 0          | 12         | 368    | 388    | -20    | 28     |
| 9    | Balmain Tigers                | 24         | 12         | 0          | 12         | 380    | 405    | -25    | 28     |
| 10   | Cronulla-Sutherland Sharks    | 24         | 10         | 1          | 13         | 446    | 478    | -32    | 25     |
| 11   | North Sydney Bears            | 24         | 9          | 1          | 14         | 371    | 447    | -76    | 23     |
| 12   | Eastern Suburbs Roosters      | 24         | 5          | 1          | 18         | 308    | 478    | -170   | 15     |
| 13   | Western Suburbs Magpies       | 24         | 1          | 0          | 23         | 244    | 620    | -376   | 6      |

|  | Postemporada. |

### Postemporada

#### Playoff
| 28 de agosto | South Sydney Rabbitohs | 23 - 4 | Canberra Raiders |  |  |

#### Finales clasificatorias
| 1 de septiembre | Manly-Warringah Sea Eagles | 18 - 22 | South Sydney Rabbitohs |  |  |

| 2 de septiembre | St. George Dragons | 16 - 22 | Parramatta Eels |  |  |

#### Semifinales
| 8 de septiembre | St. George Dragons | 24 - 6 | South Sydney Rabbitohs |  |  |

| 9 de septiembre | Canterbury-Bankstown Bulldogs | 16 - 8 | Parramatta Eels |  |  |

#### Final preliminar
| 16 de septiembre | Parramatta Eels | 8 - 7 | St. George Dragons |  |  |

#### Final
| 23 de septiembre | Canterbury-Bankstown Bulldogs | 6 - 4 | Parramatta Eels | Sydney Cricket Ground, Sídney   |  |
|                  |                               |       |                 | Asistencia: 47.076 espectadores |  |

| Bandera de Australia                  |
| Campeón Canterbury-Bankstown Bulldogs |
| Cuarto título                         |